# دييغو سانتا كروز
دييغو سانتا كروز (بالإسبانية: Diego Santa Cruz)‏ هو مدرب كرة قدم ولاعب كرة قدم باراغواياني في مركز الوسط، ولد في 29 أكتوبر 1982 في أسونسيون في باراغواي. شارك مع منتخب باراغواي تحت 17 سنة لكرة القدم ومنتخب باراغواي تحت 20 سنة لكرة القدم. أما مع النوادي، فقد لعب مع أوليمبيا أسونسيون وسبورتيفو لوكوينو.

## وصلات خارجية
- دييغو سانتا كروز على موقع الاتحاد الدولي (مؤرشف)  (الإنجليزية)